# Carme Aranegui Gascó
Carme Aranegui Gascó (València, 1945) és catedràtica d'arqueologia a la Universitat de València. La seva tesi doctoral i els seus primers treballs se centraren en l'estudi de les ceràmiques Ibèriques, per passar després a dedicar gran part dels seus esforços a l'estudi del Sagunt antic (Saguntum romà) d'on ha publicat resultats sobre el port, el teatre i l'acròpoli. Va ser comissària de l'exposició "Els Ibers" i actualment és directora de les excavacions a Lixus (Marroc), ciutat fenícia on estudia les relacions entre aquest poble i les poblacions indígenes d'aquell país.